# Cerdà (kommunhuvudort)
Cerdà är en kommunhuvudort i Spanien.   Den ligger i provinsen Província de València och regionen Valencia, i den östra delen av landet, 300 km sydost om huvudstaden Madrid. Cerdà ligger 127 meter över havet och antalet invånare är 291.
Terrängen runt Cerdà är kuperad åt sydväst, men åt nordost är den platt. Runt Cerdà är det tätbefolkat, med 369 invånare per kvadratkilometer. Närmaste större samhälle är Ontinyent, 18,2 km söder om Cerdà. Trakten runt Cerdà består till största delen av jordbruksmark.